# Štil'

Il razzo “Shtil’”

Il vettore Štil' (in russo Штиль?, "calma"), è un SLBM convertito, il quale viene utilizzato per il lancio in orbita di satelliti artificiali. È basato sull'R-29RM. 
È collegato al lanciatore Volna. Lo Štil' è formato da 3 stadi, tutti a propellente liquido. 
È il primo razzo ad aver lanciato con successo un carico utile in orbita partendo da un sottomarino, sebbene sia possibile anche il lancio da strutture terrestri. 

## Versioni

### Štil'
Questa è la versione base. Il carico utile viene inserito in una capsula speciale accanto all'ugello del motore del terzo stadio. 
I missili utilizzati vengono ritirati dal servizio con la Marina russa e convertiti in veicoli civili rimuovendo le testate e le antenne. Per inserire il carico utile nell'orbita giusta, il software di volo viene regolato e vengono installati ulteriori strumenti di misurazione. I lanci vengono eseguiti da dei sottomarini Delta IV mentre sono immersi. 

### Versioni proposte

#### Štil'-2.1
Una versione proposta in fase di sviluppo; presenta il carico utile in una sezione speciale collocata nella parte più alta della punta. Ciò permette di aumentare il volume e il peso del carico utile che può essere inserito in orbita. 

#### Štil'-2R
Uno sviluppo ulteriore del vettore. presenta una sezione di carico utile più ampia nella parte superiore. Lo spazio aggiuntivo può essere utilizzato per payload più grandi e pesanti. Presenta inoltre un motore aggiuntivo per spingere il carico in orbite più elevate. L'aumento della lunghezza del veicolo di lancio implica però che può essere lanciato solo da un complesso di lancio a terra. 

#### Štil'-3
La versione finale dello Štil' presenta un terzo stadio riprogettato con serbatoi allargati. La sezione per i payload è omessa e sostituita da una sezione completamente riprogettata, la quale è capace di contenere gli strumenti e un adattatore per il payload. La sezione del payload può, quando necessario per la missione, includere un motore aggiuntivo.

## Prestazioni
Grazie alla sua piattaforma di lancio mobile, il vettore di Štil' può raggiungere diverse inclinazioni e sia l'orbita sincrona solare sia l'orbita terrestre bassa. Il payload è determinato dalla missione desiderata. In una missione tipica, in un'orbita circolare, con un’altezza di 200 km e un'inclinazione di 79° lo Štil' avrà un carico utile di 160 kg. 

## Cronologia dei lanci
- Il 7 luglio 1998, il veicolo di lancio di Štil' posizionò due carichi utili in orbita terrestre bassa. Il tedesco Tubsat-N e Tubsat-N1 furono lanciati dal K-407 Novomoskovsk. Il lancio è stato effettuato da un poligono di tiro nel Mare di Barents. I carichi utili che pesano 8 e 3 kg rispettivamente sono stati collocati in un'orbita con un apogeo e perigeo di 400 e 776 di km con un'inclinazione di 78,9°. Questa è stata la prima volta che dei satelliti venivano lanciati da un sottomarino.
- Il 26 maggio 2006, uno Štil' ha inserito il satellite Kompass 2 nell'orbita terrestre bassa. Il lancio è stato eseguito dal Mare di Barents dal sottomarino di classe Delta K-84 Ekaterinburg. Il satellite Kompass 2 ha un peso di 77 kg e è stato inserito in un'orbita di 500 km con un'inclinazione di 79,8°.

### Lanci cancellati
- Il satellite sudafricano SumbandilaSat, un microsatellite da 80 kg, era previsto di essere lanciato da uno Štil' all'inizio del 2007. SumbandilaSat fu infine lanciato in orbita terrestre bassa il 17 settembre 2009 su un razzo Sojuz-2.1b.